# Campionati mondiali di canoa/kayak discesa 1993
Le prove di discesa si svolsero la settimana antecedente le prove di slalom dei Campionati mondiali di canoa/kayak slalom 1993  su un percorso naturale lungo il torrente Noce con difficoltà di 3/4 grado per la lunghezza di 3 km.
La partenza era posta nel paese di Croviana, mentre l'arrivo era in località Contre di Caldes.

## C1
- Data: 2 luglio 1993
- Località: Caldes

| Pos | Nome              | Naz | Tempo    |
| --- | ----------------- | --- | -------- |
| 1   | PANATO Vladi      | ITA | 14.12.63 |
| 2   | JELENC Andrej     | SLO | 14.21.89 |
| 3   | CHRISTIN Jean Luc | FRA | 14.22.46 |
| 4   | BONNARDEL Jerome  | FRA | 14.23.33 |
| 5   | CRNKOVIC Tomislav | CRO | 14.26.40 |

## K1 Femminile
- Data: 2 luglio 1993
- Località: Caldes

| Pos | Nome            | Naz | Tempo    |
| --- | --------------- | --- | -------- |
| 1   | PROFANTER Uschi | GER | 13.33.76 |
| 2   | WIRE Karin      | GER | 13.48.04 |
| 3   | GOETSCHY Sabine | FRA | 13.48.66 |
| 4   | CASTET Laurence | FRA | 14.00.57 |
| 5   | LE GALLO Myriam | FRA | 14.10.98 |

## C2
- Data: 2 luglio 1993
- Località: Caldes

| Pos | Nome                           | Naz | Tempo    |
| --- | ------------------------------ | --- | -------- |
| 1   | FAYSSE Damion/ROOS Pierre      | FRA | 13.31.91 |
| 2   | VALA Vladimir/ SLUCIK Jeroslav | SVK | 13.41.53 |
| 3   | SIMON Gregor/EICH Stefan       | GER | 13.45.30 |
| 4   | DAJEK Andreas/KNITTEL Ulrich   | GER | 13.47.13 |
| 5   | KENNEL Wolfgang/MUELLER Peter  | GER | 13.52.71 |

## K1 Maschile
- Data: 3 luglio 1993
- Località: Caldes

| Pos | Nome              | Naz | Tempo    |
| --- | ----------------- | --- | -------- |
| 1   | GICKLER Markus    | GER | 12.58.61 |
| 2   | PONTAROLLO Robert | ITA | 13.02.61 |
| 3   | MULAZZI Cesare    | ITA | 13.06.39 |
| 4   | MASSON Yves       | FRA | 13.08.57 |
| 5   | CALLIET Gilles    | FRA | 13.08.57 |

## C1 Squadre
- Data: 4 luglio 1993
- Località: Caldes

| Pos | Nome     | Tempo    |
| --- | -------- | -------- |
| 1   | Francia  | 14.46.05 |
| 2   | Germania | 14.58.12 |
| 3   | Slovenia | 14.58.12 |
| 4   | Italia   | 15.22.71 |
| 5   | Croazia  | 15.32.04 |

## K1 Femminile Squadre
- Data: 4 luglio 1993
- Località: Caldes

| Pos | Nome            | Tempo    |
| --- | --------------- | -------- |
| 1   | Francia         | 14.29.05 |
| 2   | Germania        | 14.55.68 |
| 3   | Gran Bretagna   | 15.22.36 |
| 4   | USA             | 16.02.00 |
| 5   | Repubblica Ceca | 16.02.89 |

## C2 Squadre
- Data: 4 luglio 1993
- Località: Caldes

| Pos | Nome            | Tempo    |
| --- | --------------- | -------- |
| 1   | Germania        | 14.11.23 |
| 2   | Francia         | 14.14.26 |
| 3   | Italia          | 14.30.59 |
| 4   | Slovacchia      | 14.33.10 |
| 5   | Repubblica Ceca | 14.48.24 |

## K1 Maschile Squadre
- Data: 4 luglio 1993
- Località: Caldes

| Pos | Nome          | Tempo    |
| --- | ------------- | -------- |
| 1   | Francia       | 13.26.00 |
| 2   | Italia        | 13.34.27 |
| 3   | Gran Bretagna | 13.35.27 |
| 4   | Germania      | 13.39.06 |
| 5   | Austria       | 13.46.27 |